# Mohamed Bouchiche
Mohamed Bouchiche, né le 24 février 1962 à Oran, est un boxeur algérien qui concourait dans les poids lourds. Il a participé aux Jeux olympiques de 1980 à Moscou et aux Jeux olympiques de 1984 à Los Angeles respectivement dans les catégories des moins de 81 kg et des moins de 91 kg,.

## Carrière
Mohamed Bouchiche commence sa carrière de boxeur jeune, En Algérie à Oran sa ville natale, il intègre le RCG Oran et a eu comme éducateur et entraineur Kaddour Rezzig, Il passe à l'ASM Oran sous la houlette de Belarbi Rezzoug puis au MC Oran sous la houlette de Kazi Tani. Durant cette période il prend part à plusieurs manifestations nationales et internationales et gagne plusieurs titres.

En 1988, Il fait un passage en France à Grenoble et entame une carrière professionnelle où il sera champion d'Afrique à Oran au début des années 90. Actuellement, Bouchiche est technicien en sport à la Direction de la Jeunesse et des Sports à Oran.

## Palmarès

### National
- champion d’Algérie 12 fois (de 1976 a 1987)

### International
- Médaille d'or aux Championnats arabes 1980 à Bagdad ( Irak)
- Champion du monde militaire 1982 en (  Ouganda)

- Médaille d'or aux Jeux méditerranéens de 1983 à Casablanca ( Maroc)

- Médaille d'argent aux Jeux panarabes de 1985 à Rabat ( Maroc)
- Médaillé d'argent lors des Jeux africains de 1987 à Nairobi ( Kenya)[4]
- Médaille d'or aux Jeux méditerranéens de 1987 à Lattaquié ( Syrie)

Tournois internationaux
- Médaille d’argent finaliste au tournoi international 1978 en  Irak
- Médaille de bronze Demi-finaliste tournoi international 1979 en  URSS
- Médaille de bronze au tournoi international 1979 à (  Cuba)

- médaille d’or participation au tournoi international 1983 à Oran

- médaille d’or au tournoi international 1985 en  Jordanie
- Médaille d’or au President's Cup 1985 à Jakarta ( Indonésie)

- Médaille d’or Participation au tournoi international 1986  Alger 24 février 🇩🇿
- Médaille d’or au Trofeo Italia Tournament Venice (Mestre) 1986  ( Italie)

- Médaille d’or au International Tournament Sports & Exhibition Hall 1986  à Istanbul,(  Turquie)

- Quart de finale aux Goodwill Games Sportcomplex Olimpiyskiy 1986 , Moscou,( URSS)

## Passage en pro
Mohamed Bouchiche a effectué un passage en pro en 1988, il a été champion d'Afrique au début des années 1990.